# Birdy (album)
Birdy is het debuutalbum van de Britse zangeres Birdy. Het album werd in het VK voorafgegaan door drie singles. In Nederland hadden twee daarvan pas na uitgifte van het album succes. Skinny love, een cover van een lied van Bon Iver, haalde een eerste plaats in Nederland Single Top 100, People help the people was minder succesvol. het album haalde eveneens een eerste plaats in Nederland.

## Muziek
| Nr. | Titel                                        | Schrijver(s)                                                                             | Duur |
| --- | -------------------------------------------- | ---------------------------------------------------------------------------------------- | ---- |
| 1.  | 1901                                         | Thomas Pablo Croquet, Christian Mazzalai, Laurent Mazzalai & Frederic Jean Joseph Moulin | 5:11 |
| 2.  | Skinny Love                                  | Justin Vernon                                                                            | 3:23 |
| 3.  | People Help the People                       | Simon John Aldred                                                                        | 4:16 |
| 4.  | White Winter Hymnal                          | Robin Noel Pecknold                                                                      | 2:17 |
| 5.  | The District Sleeps Alone Tonight            | Jimmy Tamborello & Ben Gibbard                                                           | 4:44 |
| 6.  | I'll Never Forget You                        | Francis Farewell Starlite                                                                | 3:47 |
| 7.  | Young Blood                                  | Alisa Xayalith, Thomas Brading Powers & Aaron Phillip Short                              | 4:04 |
| 8.  | Shelter                                      | Oliver David Sim, Romy Anna Madley Croft, Baria Qureshi & James Thomas Smith             | 3:44 |
| 9.  | Fire and Rain                                | James V. Taylor                                                                          | 3:07 |
| 10. | Without a Word                               | Jasmine van den Bogaerde                                                                 | 4:46 |
| 11. | Terrible Love                                | Matthew Donald Berninger & Aaron Brooking Dessner                                        | 4:43 |
| 12. | Comforting Sounds                            | Jonas Bjerre, Johan Wohlert, Bo Madsen & Silas Jørgensen                                 | 8:57 |
| 13. | Farewell and Goodnight                       | James Iha                                                                                | 2:02 |
| 14. | People Help the People (Alternatieve Opname) | Aldred                                                                                   | 4:17 |

### Singles van het album
| Single met eventuele hitnotering(en) in de Nederlandse Top 40 | Datum van verschijnen | Datum van binnenkomst | Hoogste positie | Aantal weken | Opmerkingen                |
| ------------------------------------------------------------- | --------------------- | --------------------- | --------------- | ------------ | -------------------------- |
| Shelter                                                       | 03-06-2011            | -                     |                 |              |                            |
| Skinny love                                                   | 13-06-2011            | 05-11-2011            | 2               | 27           | Nr. 1 in de Single Top 100 |
| People help the people                                        | 30-10-2011            | 21-01-2012            | 5               | 21           | Nr. 5 in de Single Top 100 |

| Single met hitnotering(en) in de Vlaamse Ultratop 50 | Datum van verschijnen | Datum van binnenkomst | Hoogste positie | Aantal weken | Opmerkingen                       |
| ---------------------------------------------------- | --------------------- | --------------------- | --------------- | ------------ | --------------------------------- |
| Skinny love                                          | 2011                  | 24-09-2011            | 3               | 39           | Nr. 2 in de Radio 2 Top 30 / Goud |
| People help the people                               | 2011                  | 11-02-2012            | 2               | 25           | Nr. 2 in de Radio 2 Top 30 / Goud |
| 1901                                                 | 04-06-2012            | 23-06-2012            | tip12           | -            | Nr. 25 in de Radio 2 Top 30       |

## Hitnoteringen

### NederlandseAlbum Top 100
| Hitnotering (week 1 t/m 52): 19-11-2011 t/m 10-11-2012 Hitnotering (week 53 t/m 73): 24-11-2012 t/m 13-04-2013 Hitnotering (week 74): 27-04-2013 Hitnotering (week 75 t/m 76): 11-05-2013 t/m 18-05-2013 Hitnotering (week 77 t/m 78): 01-06-2013 t/m 08-06-2013 Hitnotering (week 79 t/m 81): 13-07-2013 t/m 27-07-2013 | Hitnotering (week 1 t/m 52): 19-11-2011 t/m 10-11-2012 Hitnotering (week 53 t/m 73): 24-11-2012 t/m 13-04-2013 Hitnotering (week 74): 27-04-2013 Hitnotering (week 75 t/m 76): 11-05-2013 t/m 18-05-2013 Hitnotering (week 77 t/m 78): 01-06-2013 t/m 08-06-2013 Hitnotering (week 79 t/m 81): 13-07-2013 t/m 27-07-2013 | Hitnotering (week 1 t/m 52): 19-11-2011 t/m 10-11-2012 Hitnotering (week 53 t/m 73): 24-11-2012 t/m 13-04-2013 Hitnotering (week 74): 27-04-2013 Hitnotering (week 75 t/m 76): 11-05-2013 t/m 18-05-2013 Hitnotering (week 77 t/m 78): 01-06-2013 t/m 08-06-2013 Hitnotering (week 79 t/m 81): 13-07-2013 t/m 27-07-2013 | Hitnotering (week 1 t/m 52): 19-11-2011 t/m 10-11-2012 Hitnotering (week 53 t/m 73): 24-11-2012 t/m 13-04-2013 Hitnotering (week 74): 27-04-2013 Hitnotering (week 75 t/m 76): 11-05-2013 t/m 18-05-2013 Hitnotering (week 77 t/m 78): 01-06-2013 t/m 08-06-2013 Hitnotering (week 79 t/m 81): 13-07-2013 t/m 27-07-2013 | Hitnotering (week 1 t/m 52): 19-11-2011 t/m 10-11-2012 Hitnotering (week 53 t/m 73): 24-11-2012 t/m 13-04-2013 Hitnotering (week 74): 27-04-2013 Hitnotering (week 75 t/m 76): 11-05-2013 t/m 18-05-2013 Hitnotering (week 77 t/m 78): 01-06-2013 t/m 08-06-2013 Hitnotering (week 79 t/m 81): 13-07-2013 t/m 27-07-2013 | Hitnotering (week 1 t/m 52): 19-11-2011 t/m 10-11-2012 Hitnotering (week 53 t/m 73): 24-11-2012 t/m 13-04-2013 Hitnotering (week 74): 27-04-2013 Hitnotering (week 75 t/m 76): 11-05-2013 t/m 18-05-2013 Hitnotering (week 77 t/m 78): 01-06-2013 t/m 08-06-2013 Hitnotering (week 79 t/m 81): 13-07-2013 t/m 27-07-2013 | Hitnotering (week 1 t/m 52): 19-11-2011 t/m 10-11-2012 Hitnotering (week 53 t/m 73): 24-11-2012 t/m 13-04-2013 Hitnotering (week 74): 27-04-2013 Hitnotering (week 75 t/m 76): 11-05-2013 t/m 18-05-2013 Hitnotering (week 77 t/m 78): 01-06-2013 t/m 08-06-2013 Hitnotering (week 79 t/m 81): 13-07-2013 t/m 27-07-2013 | Hitnotering (week 1 t/m 52): 19-11-2011 t/m 10-11-2012 Hitnotering (week 53 t/m 73): 24-11-2012 t/m 13-04-2013 Hitnotering (week 74): 27-04-2013 Hitnotering (week 75 t/m 76): 11-05-2013 t/m 18-05-2013 Hitnotering (week 77 t/m 78): 01-06-2013 t/m 08-06-2013 Hitnotering (week 79 t/m 81): 13-07-2013 t/m 27-07-2013 | Hitnotering (week 1 t/m 52): 19-11-2011 t/m 10-11-2012 Hitnotering (week 53 t/m 73): 24-11-2012 t/m 13-04-2013 Hitnotering (week 74): 27-04-2013 Hitnotering (week 75 t/m 76): 11-05-2013 t/m 18-05-2013 Hitnotering (week 77 t/m 78): 01-06-2013 t/m 08-06-2013 Hitnotering (week 79 t/m 81): 13-07-2013 t/m 27-07-2013 | Hitnotering (week 1 t/m 52): 19-11-2011 t/m 10-11-2012 Hitnotering (week 53 t/m 73): 24-11-2012 t/m 13-04-2013 Hitnotering (week 74): 27-04-2013 Hitnotering (week 75 t/m 76): 11-05-2013 t/m 18-05-2013 Hitnotering (week 77 t/m 78): 01-06-2013 t/m 08-06-2013 Hitnotering (week 79 t/m 81): 13-07-2013 t/m 27-07-2013 | Hitnotering (week 1 t/m 52): 19-11-2011 t/m 10-11-2012 Hitnotering (week 53 t/m 73): 24-11-2012 t/m 13-04-2013 Hitnotering (week 74): 27-04-2013 Hitnotering (week 75 t/m 76): 11-05-2013 t/m 18-05-2013 Hitnotering (week 77 t/m 78): 01-06-2013 t/m 08-06-2013 Hitnotering (week 79 t/m 81): 13-07-2013 t/m 27-07-2013 | Hitnotering (week 1 t/m 52): 19-11-2011 t/m 10-11-2012 Hitnotering (week 53 t/m 73): 24-11-2012 t/m 13-04-2013 Hitnotering (week 74): 27-04-2013 Hitnotering (week 75 t/m 76): 11-05-2013 t/m 18-05-2013 Hitnotering (week 77 t/m 78): 01-06-2013 t/m 08-06-2013 Hitnotering (week 79 t/m 81): 13-07-2013 t/m 27-07-2013 | Hitnotering (week 1 t/m 52): 19-11-2011 t/m 10-11-2012 Hitnotering (week 53 t/m 73): 24-11-2012 t/m 13-04-2013 Hitnotering (week 74): 27-04-2013 Hitnotering (week 75 t/m 76): 11-05-2013 t/m 18-05-2013 Hitnotering (week 77 t/m 78): 01-06-2013 t/m 08-06-2013 Hitnotering (week 79 t/m 81): 13-07-2013 t/m 27-07-2013 | Hitnotering (week 1 t/m 52): 19-11-2011 t/m 10-11-2012 Hitnotering (week 53 t/m 73): 24-11-2012 t/m 13-04-2013 Hitnotering (week 74): 27-04-2013 Hitnotering (week 75 t/m 76): 11-05-2013 t/m 18-05-2013 Hitnotering (week 77 t/m 78): 01-06-2013 t/m 08-06-2013 Hitnotering (week 79 t/m 81): 13-07-2013 t/m 27-07-2013 | Hitnotering (week 1 t/m 52): 19-11-2011 t/m 10-11-2012 Hitnotering (week 53 t/m 73): 24-11-2012 t/m 13-04-2013 Hitnotering (week 74): 27-04-2013 Hitnotering (week 75 t/m 76): 11-05-2013 t/m 18-05-2013 Hitnotering (week 77 t/m 78): 01-06-2013 t/m 08-06-2013 Hitnotering (week 79 t/m 81): 13-07-2013 t/m 27-07-2013 | Hitnotering (week 1 t/m 52): 19-11-2011 t/m 10-11-2012 Hitnotering (week 53 t/m 73): 24-11-2012 t/m 13-04-2013 Hitnotering (week 74): 27-04-2013 Hitnotering (week 75 t/m 76): 11-05-2013 t/m 18-05-2013 Hitnotering (week 77 t/m 78): 01-06-2013 t/m 08-06-2013 Hitnotering (week 79 t/m 81): 13-07-2013 t/m 27-07-2013 | Hitnotering (week 1 t/m 52): 19-11-2011 t/m 10-11-2012 Hitnotering (week 53 t/m 73): 24-11-2012 t/m 13-04-2013 Hitnotering (week 74): 27-04-2013 Hitnotering (week 75 t/m 76): 11-05-2013 t/m 18-05-2013 Hitnotering (week 77 t/m 78): 01-06-2013 t/m 08-06-2013 Hitnotering (week 79 t/m 81): 13-07-2013 t/m 27-07-2013 | Hitnotering (week 1 t/m 52): 19-11-2011 t/m 10-11-2012 Hitnotering (week 53 t/m 73): 24-11-2012 t/m 13-04-2013 Hitnotering (week 74): 27-04-2013 Hitnotering (week 75 t/m 76): 11-05-2013 t/m 18-05-2013 Hitnotering (week 77 t/m 78): 01-06-2013 t/m 08-06-2013 Hitnotering (week 79 t/m 81): 13-07-2013 t/m 27-07-2013 | Hitnotering (week 1 t/m 52): 19-11-2011 t/m 10-11-2012 Hitnotering (week 53 t/m 73): 24-11-2012 t/m 13-04-2013 Hitnotering (week 74): 27-04-2013 Hitnotering (week 75 t/m 76): 11-05-2013 t/m 18-05-2013 Hitnotering (week 77 t/m 78): 01-06-2013 t/m 08-06-2013 Hitnotering (week 79 t/m 81): 13-07-2013 t/m 27-07-2013 |
| Week: | 1 | 2 | 3 | 4 | 5 | 6 | 7 | 8 | 9 | 10 | 11 | 12 | 13 | 14 | 15 | 16 | 17 | 18 |
| --- | --- | --- | --- | --- | --- | --- | --- | --- | --- | --- | --- | --- | --- | --- | --- | --- | --- | --- |
| Positie: | 5 | 18 | 10 | 10 | 10 | 9 | 8 | 6 | 8 | 5 | 1 | 4 | 2 | 4 | 3 | 4 | 4 | 3 |
| Week: | 19 | 20 | 21 | 22 | 23 | 24 | 25 | 26 | 27 | 28 | 29 | 30 | 31 | 32 | 33 | 34 | 35 | 36 |
| Positie: | 2 | 4 | 3 | 3 | 6 | 5 | 9 | 4 | 4 | 13 | 19 | 21 | 21 | 20 | 14 | 20 | 26 | 23 |
| Week: | 37 | 38 | 39 | 40 | 41 | 42 | 43 | 44 | 45 | 46 | 47 | 48 | 49 | 50 | 51 | 52 | | 53 |
| Positie: | 27 | 30 | 28 | 42 | 40 | 39 | 34 | 26 | 31 | 32 | 46 | 52 | 58 | 62 | 85 | 84 | uit | 83 |
| Week: | 54 | 55 | 56 | 57 | 58 | 59 | 60 | 61 | 62 | 63 | 64 | 65 | 66 | 67 | 68 | 69 | 70 | 71 |
| Positie: | 68 | 67 | 67 | 66 | 57 | 50 | 44 | 33 | 32 | 38 | 43 | 47 | 55 | 62 | 68 | 85 | 71 | 71 |
| Week: | 72 | 73 | | 74 | | 75 | 76 | | 77 | 78 | | 79 | 80 | 81 | | | | |
| Positie: | 72 | 98 | uit | 89 | uit | 93 | 71 | uit | 72 | 97 | uit | 92 | 51 | 40 | uit | | | |

### VlaamseUltratop 200Albums
| Hitnotering (week 1 t/m 76): 12-11-2011 t/m 20-04-2013 Hitnotering (week 77): 04-05-2013 Hitnotering (week 78 t/m 84): 25-05-2013 t/m 06-07-2013 | Hitnotering (week 1 t/m 76): 12-11-2011 t/m 20-04-2013 Hitnotering (week 77): 04-05-2013 Hitnotering (week 78 t/m 84): 25-05-2013 t/m 06-07-2013 | Hitnotering (week 1 t/m 76): 12-11-2011 t/m 20-04-2013 Hitnotering (week 77): 04-05-2013 Hitnotering (week 78 t/m 84): 25-05-2013 t/m 06-07-2013 | Hitnotering (week 1 t/m 76): 12-11-2011 t/m 20-04-2013 Hitnotering (week 77): 04-05-2013 Hitnotering (week 78 t/m 84): 25-05-2013 t/m 06-07-2013 | Hitnotering (week 1 t/m 76): 12-11-2011 t/m 20-04-2013 Hitnotering (week 77): 04-05-2013 Hitnotering (week 78 t/m 84): 25-05-2013 t/m 06-07-2013 | Hitnotering (week 1 t/m 76): 12-11-2011 t/m 20-04-2013 Hitnotering (week 77): 04-05-2013 Hitnotering (week 78 t/m 84): 25-05-2013 t/m 06-07-2013 | Hitnotering (week 1 t/m 76): 12-11-2011 t/m 20-04-2013 Hitnotering (week 77): 04-05-2013 Hitnotering (week 78 t/m 84): 25-05-2013 t/m 06-07-2013 | Hitnotering (week 1 t/m 76): 12-11-2011 t/m 20-04-2013 Hitnotering (week 77): 04-05-2013 Hitnotering (week 78 t/m 84): 25-05-2013 t/m 06-07-2013 | Hitnotering (week 1 t/m 76): 12-11-2011 t/m 20-04-2013 Hitnotering (week 77): 04-05-2013 Hitnotering (week 78 t/m 84): 25-05-2013 t/m 06-07-2013 | Hitnotering (week 1 t/m 76): 12-11-2011 t/m 20-04-2013 Hitnotering (week 77): 04-05-2013 Hitnotering (week 78 t/m 84): 25-05-2013 t/m 06-07-2013 | Hitnotering (week 1 t/m 76): 12-11-2011 t/m 20-04-2013 Hitnotering (week 77): 04-05-2013 Hitnotering (week 78 t/m 84): 25-05-2013 t/m 06-07-2013 | Hitnotering (week 1 t/m 76): 12-11-2011 t/m 20-04-2013 Hitnotering (week 77): 04-05-2013 Hitnotering (week 78 t/m 84): 25-05-2013 t/m 06-07-2013 | Hitnotering (week 1 t/m 76): 12-11-2011 t/m 20-04-2013 Hitnotering (week 77): 04-05-2013 Hitnotering (week 78 t/m 84): 25-05-2013 t/m 06-07-2013 | Hitnotering (week 1 t/m 76): 12-11-2011 t/m 20-04-2013 Hitnotering (week 77): 04-05-2013 Hitnotering (week 78 t/m 84): 25-05-2013 t/m 06-07-2013 | Hitnotering (week 1 t/m 76): 12-11-2011 t/m 20-04-2013 Hitnotering (week 77): 04-05-2013 Hitnotering (week 78 t/m 84): 25-05-2013 t/m 06-07-2013 | Hitnotering (week 1 t/m 76): 12-11-2011 t/m 20-04-2013 Hitnotering (week 77): 04-05-2013 Hitnotering (week 78 t/m 84): 25-05-2013 t/m 06-07-2013 | Hitnotering (week 1 t/m 76): 12-11-2011 t/m 20-04-2013 Hitnotering (week 77): 04-05-2013 Hitnotering (week 78 t/m 84): 25-05-2013 t/m 06-07-2013 | Hitnotering (week 1 t/m 76): 12-11-2011 t/m 20-04-2013 Hitnotering (week 77): 04-05-2013 Hitnotering (week 78 t/m 84): 25-05-2013 t/m 06-07-2013 | Hitnotering (week 1 t/m 76): 12-11-2011 t/m 20-04-2013 Hitnotering (week 77): 04-05-2013 Hitnotering (week 78 t/m 84): 25-05-2013 t/m 06-07-2013 |
| Week: | 1 | 2 | 3 | 4 | 5 | 6 | 7 | 8 | 9 | 10 | 11 | 12 | 13 | 14 | 15 | 16 | 17 | 18 |
| --- | --- | --- | --- | --- | --- | --- | --- | --- | --- | --- | --- | --- | --- | --- | --- | --- | --- | --- |
| Positie: | 13 | 6 | 11 | 7 | 5 | 14 | 13 | 10 | 8 | 6 | 6 | 6 | 7 | 6 | 10 | 11 | 10 | 12 |
| Week: | 19 | 20 | 21 | 22 | 23 | 24 | 25 | 26 | 27 | 28 | 29 | 30 | 31 | 32 | 33 | 34 | 35 | 36 |
| Positie: | 12 | 6 | 5 | 4 | 4 | 1 | 2 | 4 | 2 | 3 | 2 | 4 | 10 | 8 | 8 | 12 | 11 | 13 |
| Week: | 37 | 38 | 39 | 40 | 41 | 42 | 43 | 44 | 45 | 46 | 47 | 48 | 49 | 50 | 51 | 52 | 53 | 54 |
| Positie: | 9 | 11 | 21 | 18 | 20 | 20 | 31 | 31 | 22 | 23 | 35 | 31 | 43 | 50 | 48 | 44 | 35 | 53 |
| Week: | 55 | 56 | 57 | 58 | 59 | 60 | 61 | 62 | 63 | 64 | 65 | 66 | 67 | 68 | 69 | 70 | 71 | 72 |
| Positie: | 84 | 54 | 61 | 56 | 51 | 48 | 33 | 28 | 34 | 62 | 59 | 70 | 61 | 64 | 74 | 102 | 107 | 81 |
| Week: | 73 | 74 | 75 | 76 | | 77 | | 78 | 79 | 80 | 81 | 82 | 83 | 84 | | | | |
| Positie: | 115 | 121 | 95 | 91 | uit | 179 | uit | 173 | 177 | 173 | 182 | 143 | 186 | 147 | uit | | | |